# Лепіку (Камб'я)
Ле́піку (ест. Lepiku küla) — село в Естонії, у волості Камб'я повіту Тартумаа.

## Населення
Чисельність населення на 31 грудня 2011 року становила 114 осіб.

## Історія
До 21 жовтня 2017 року село входило до складу волості Юленурме.